# 柴田藤祐
柴田 藤祐（しばた とうすけ、1927年1月6日 - 2015年6月27日）は、日本の経営者。淀川製鋼所社長を務めた。

## 来歴・人物
京都府京都市出身。1951年に京都大学工学部冶金学科を卒業し、同年に淀川製鋼所に入社。1981年6月に取締役に就任し、1987年6月に常務、1993年6月に専務を経て、1995年6月に社長に就任。2001年6月に取締役相談役に就任。
2015年6月27日に死去。88歳没。